# (35813) 1999 JM47
1999 JM47 (asteroide 35813) é um asteroide da cintura principal. Possui uma excentricidade de 0.18334000 e uma inclinação de 12.61348º.
Este asteroide foi descoberto no dia 10 de maio de 1999 por LINEAR em Socorro.